# Kanton Saint-Méen-le-Grand
Der Kanton Saint-Méen-le-Grand war von 1790 2015 ein französischer Wahlkreis im Arrondissement Rennes, im Département Ille-et-Vilaine und in der Region Bretagne; sein Hauptort war Saint-Méen-le-Grand.

## Geschichte
Der Kanton entstand am 15. Februar 1790. Bis 1801 trug er den Namen Meen la Forest und von 1801 bis 1918 Saint-Méen. Von 1801 bis 2015 gehörten neun Gemeinden zum Kanton Saint-Méen-le-Grand. 2015 wurde der Kanton aufgelöst und die Gemeinden wechselten zu anderen Kantonen.

## Lage
Der Kanton lag im Westen des Départements Ille-et-Vilaine. 

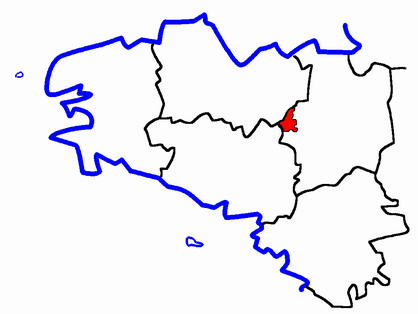
Lage des Kantons Saint-Meen-le-Grand innerhalb der Bretagne

## Gemeinden
Der Kanton Saint-Méen-le-Grand umfasste neun Gemeinden:
| Gemeinde               | Bretonisch   | Einwohner (2022) | Fläche (km²) | Code postal | Code Insee |
| ---------------------- | ------------ | ---------------- | ------------ | ----------- | ---------- |
| Bléruais               | Blerwaz      | 98               | 3.33         | 35750       | 35026      |
| Gaël                   | Gwazel       | 1.617            | 52.10        | 35290       | 35117      |
| Le Crouais             | Ar Groez     | 591              | 6.25         | 35290       | 35091      |
| Muel                   | Moel         | 912              | 28.90        | 35290       | 35201      |
| Quédillac              | Kedilieg     | 1.272            | 26.54        | 35290       | 35234      |
| Saint-Malon-sur-Mel    | Sant-Malon   | 613              | 16.07        | 35750       | 35290      |
| Saint-Maugan           | Sant-Malgant | 518              | 8.43         | 35750       | 35295      |
| Saint-Méen-le-Grand    | Sant-Meven   | 4.642            | 18.21        | 35290       | 35297      |
| Saint-Onen-la-Chapelle | Santez-Onenn | 1.121            | 24.73        | 35290       | 35302      |
| Kanton                 | Sant-Meven   | 11.135           | 184.56       | -           | 3538       |

## Politik
Der Kanton hatte bis zu seiner Auflösung folgende Abgeordnete im Rat des Départements:
| Vertreter im conseil général des Départements | Vertreter im conseil général des Départements | Vertreter im conseil général des Départements           |
| Amtszeit                                      | Name                                          | Partei                                                  |
| --------------------------------------------- | --------------------------------------------- | ------------------------------------------------------- |
| 1945–1964                                     | Louis Carré                                   | MRP, dann DVD                                           |
| 1964–2001                                     | André Guillou                                 | Union des démocrates pour la République (UDR), dann RPR |
| 2001–2008                                     | Maurice Théaud                                | UMP                                                     |
| 2008–2015                                     | Armel Jalu                                    | PS                                                      |